# Gornja Sipulja
Gornja Sipulja (en serbe cyrillique : Горња Сипуља) est un village de Serbie situé sur le territoire de la Ville de Loznica, district de Mačva. Au recensement de 2011, il comptait 195 habitants.

## Démographie
| 1948 | 1953 | 1961 | 1971 | 1981 | 1991 | 2002 | 2011 |
| ---- | ---- | ---- | ---- | ---- | ---- | ---- | ---- |
| 849  | 875  | 870  | 745  | 522  | 339  | 250  | 195  |

|  |